# Ибо (река)
Ибо (яп. 揖保川 Ибогава) — река в Японии на острове Хонсю. Протекает по территории префектуры Хиого.
Длина реки составляет 70 км, на территории её бассейна (810 км²) проживает около 700 тыс. человек. Согласно японской классификации, Ибо является рекой первого класса.
Исток реки находится под горой Фудзинаси (藤無山, высотой 1139 м), на территории города Сисо. В верховьях Ибо течёт через горы, там в неё впадают притоки Хикихара (引原川), Исо (伊沢川), Сугано (菅野川) и Курису (栗栖川), после чего река протекает по равнине Бансю (播州平野), где в неё впадает Хаясида (林田川). Неподалёку от устья от реки ответвляется рукав Накагава (中川), после чего оба рукава впадают в плёс Харима-Нада Внутреннего Японского моря в городе Химедзи.
Около 84 % бассейна реки занимает природная растительность, около 11 % — сельскохозяйственные земли, около 5 % застроено.
Уклон реки в верховьях составляет около 1/100, в среднем течении — 1/200-1/300, в низовьях — 1/350-1/1000. Среднегодовая норма осадков в верховьях реки составляет около 2200 мм в год, в среднем течении — 1700 мм в год, а в низовьях около 1400 мм в год.
В XX и XXI веках крупнейшие наводнения происходили в 1970, 1976, 1990 и 2009 годах. Во время наводнения 1976 года было полностью затоплено 3034 домов, в 2009 году — 628 домов.